# ねがい/バースデーイヴ
「ねがい／バースデーイヴ」は、日本のシンガーソングライター・TiAの3作目のシングル。

## 解説
2004年第3弾シングルで、ファーストアルバム『humming』の1ヶ月前にリリースされた先行シングル。また、2009年現在、TiAの作品としては唯一の両A面シングルである。
本シングルの収録曲は、TiA自身は作詞・作曲に関わっていない。

## 収録曲
1. ねがい (5:38)
作詞：渡辺なつみ 作曲：UZA 編曲：大野宏明
日本テレビ系バラエティ番組『TVおじゃマンボウ』エンディングテーマ。
2. バースデーイヴ (4:24)
作詞：H.U.B. 作曲/編曲：Face 2 fAKE
フジテレビフラワーセンター イメージソング。
フジテレビフラワーセンターのCMにはTiA本人が出演した。
3. ねがい (Instrumental) (5:38)
4. バースデーイヴ (Instrumental) (4:24)

## 収録アルバム
- humming （#1, #2）